# Artur Ramon Art
Artur Ramon Art és una galeria d'art especialitzada en el dibuix.
L'empresa és propietat d'una nissaga de galeristes que va començar la seva tasca professional el 1911 a Reus. Durant la dècada de 1920 es van establir a Sitges, i el 1942 van obrir negoci a Barcelona. El 1989 van ampliar el seu espai, ja com a galeria d'art. A principis del segle XXI van iniciar un període d'internacionalització, incrementant la seva presència en fires referents del sector com Tefaf a Maastricht o el Salon du Dessin de París, i especialitzant-se en el dibuix. El 2015 van facturar uns 2 milions d'euros, en unes 50 transaccions, entre les quals destaquen la venda de dibuixos al Rijksmuseum d'Amsterdam o al Museu de Belles Arts de Boston. A maig 2016, l'empresa és dirigida pel mateix Artur Ramon i pels seus fills Artur i Mònica i dona feina a set persones més.
La galeria d'art va tancar al juny de 2017 la seva seu al carrer de la Palla i a l'octubre de 2017 reobrirà ja no com una galeria d'art sinó com un centre de gestió artística, que s'ubicarà en un local de 660 metres quadrats del carrer Bailèn de Barcelona, en una antiga fàbrica de manufactura tèxtil. Aquest nou model de gestió està inspirat en empreses gestores d'art ja existents a ciutats com Londres o Nova York.